# Orcesis affinis
Orcesis affinis là một loài bọ cánh cứng trong họ Cerambycidae.